# International Gamers Awards
Pour les articles homonymes, voir IGA.
Le International Gamers Award (IGA) est une récompense américaine attribuée chaque année à deux jeux de société et à un jeu de simulation historique.

## Jeux récompensés
| Année | Prix                                        | Jeu                                    | Auteur(s)                                         | Éditeur                      |
| ----- | ------------------------------------------- | -------------------------------------- | ------------------------------------------------- | ---------------------------- |
| 2000  | Meilleur jeu de stratégie multijoueur       | Tikal                                  | Wolfgang Kramer Michael Kiesling                  | Ravensburger                 |
| 2000  | Meilleur jeu de stratégie pour deux joueurs | Les Cités perdues                      | Reiner Knizia                                     | Kosmos Tilsit                |
| 2000  | Meilleur jeu de simulation historique       | Paths of Glory (en)                    | Ted Raicer                                        | GMT Games                    |
| 2001  | Meilleur jeu de stratégie multijoueur       | Les Princes de Florence                | Wolfgang Kramer Richard Ulrich                    | Alea Rio Grande              |
| 2001  | Meilleur jeu de stratégie pour deux joueurs | Battle Cry                             | Richard Borg                                      | Avalon Hill                  |
| 2001  | Meilleur jeu de simulation historique       | Drive on Paris                         | Al Wambold                                        | The Gamers                   |
| 2002  | Meilleur jeu de stratégie multijoueur       | San Marco                              | Alan R. Moon Aaron Weissblum                      | Ravensburger                 |
| 2002  | Meilleur jeu de stratégie pour deux joueurs | DVONN                                  | Kris Burm                                         | Don & Co Gigamic             |
| 2002  | Meilleur jeu de simulation historique       | Wilderness War                         | Volke Ruhnke                                      | GMT Games                    |
| 2003  | Meilleur jeu de stratégie multijoueur       | Puerto Rico                            | Andreas Seyfarth                                  | Alea Tilsit                  |
| 2003  | Meilleur jeu de simulation historique       | Hammer of the Scots                    | Jerry Taylor Tom Dagliesh                         | Columbia Games               |
| 2004  | Meilleur jeu de stratégie multijoueur       | Sankt Petersburg                       | Bernd Brunnhofer alias Michael Tummelhofer        | Hans im Glück Rio Grande     |
| 2004  | Meilleur jeu de stratégie pour deux joueurs | Mémoire 44                             | Richard Borg                                      | Days of Wonder               |
| 2004  | Meilleur jeu de simulation historique       | Lock and Load                          | Mark H. Walker                                    | -                            |
| 2005  | Meilleur jeu de stratégie multijoueur       | Les Aventuriers du Rail Europe         | Alan R. Moon                                      | Days of Wonder               |
| 2005  | Meilleur jeu de stratégie pour deux joueurs | La Guerre de l'Anneau                  | Marco Maggi Francesco Nepitello Roberto Di Meglio | Phalanx Games Asmodée        |
| 2005  | Meilleur jeu de simulation historique       | Sword of Rome                          | Wray Ferrell                                      | GMT Games                    |
| 2006  | Meilleur jeu de stratégie multijoueur       | Caylus                                 | William Attia                                     | Ystari Games                 |
| 2006  | Meilleur jeu de stratégie pour deux joueurs | Twilight Struggle                      | Jason Matthews Ananda Gupta                       | GMT Games                    |
| 2006  | Meilleur jeu de simulation historique       | Twilight Struggle                      | Jason Matthews Ananda Gupta                       | GMT Games                    |
| 2007  | Meilleur jeu de stratégie multijoueur       | Through the Ages                       | Vladimir Chvatil                                  | Czech Board Games            |
| 2007  | Meilleur jeu de stratégie pour deux joueurs | Mr. Jack                               | Bruno Cathala Ludovic Maublanc                    | Hurrican                     |
| 2007  | Meilleur jeu de simulation historique       | A Victory Lost                         |                                                   |                              |
| 2008  | Meilleur jeu de stratégie multijoueur       | Agricola                               | Uwe Rosenberg                                     | Lookout Games Ystari Games   |
| 2008  | Meilleur jeu de stratégie pour deux joueurs | 1960 : the Making of the President     | Christian Leonhard Jason Matthews                 | Z-Man Games                  |
| 2008  | Meilleur jeu de simulation historique       | Asia Engulfed                          | Jesse Evans Rick Young                            | GMT Games                    |
| 2009  | Meilleur jeu de stratégie multijoueur       | Le Havre                               | Uwe Rosenberg                                     | Lookout Games                |
| 2009  | Meilleur jeu de stratégie pour deux joueurs | Day & Night                            | Valentijn Eekels                                  | Mystics                      |
| 2010  | Meilleur jeu de stratégie multijoueur       | Age of Industry                        | Martin Wallace                                    | Treefrog Games Mayfair Games |
| 2010  | Meilleur jeu de stratégie pour deux joueurs | Campaign Manager 2008                  | Christian Leonhard Jason Matthews                 | Z-Man Games                  |
| 2011  | Meilleur jeu de stratégie multijoueur       | 7 Wonders                              | Antoine Bauza                                     | Repos Production             |
| 2011  | Meilleur jeu de stratégie pour deux joueurs | A few Acres of Snow                    | Martin Wallace                                    | Treefrog Games               |
| 2012  | Meilleur jeu de stratégie multijoueur       | Trajan                                 | Stefan Feld                                       | Ammonit Spiele               |
| 2012  | Meilleur jeu de stratégie pour deux joueurs | Agricola : all Creatures big and small | Uwe Rosenberg                                     | Lookout Games Ystari Games   |
| 2013  | Meilleur jeu de stratégie multijoueur       | Terra Mystica                          | Jens Drögemüller Helge Ostertag                   | Feuerland Spiele Z-Man Games |
| 2013  | Meilleur jeu de stratégie pour deux joueurs | Le Havre : the Inland Port             | Uwe Rosenberg                                     | Lookout Games Z-Man Games    |
| 2014  | Meilleur jeu de stratégie multijoueur       | Russian Railroads                      | Helmut Ohley Leonhard Orgler                      | Filosofia                    |
| 2014  | Meilleur jeu de stratégie pour deux joueurs | Limes                                  | Martyn F                                          | AbacusSpiele                 |
| 2015  | Meilleur jeu de stratégie multijoueur       | Les Voyages de Marco Polo              | Simone Luciani Daniele Tascini                    | Hans im Glück Z-Man Games    |
| 2015  | Meilleur jeu de stratégie pour deux joueurs | Wir sind das Volk                      | Richard Sivél Peer Sylvester                      | Histogames                   |
| 2016  | Meilleur jeu de stratégie multijoueur       | Mombasa                                | Alexander Pfister                                 | Eggertspiele                 |
| 2016  | Meilleur jeu de stratégie pour deux joueurs | 7 Wonders Duel                         | Antoine Bauza Bruno Cathala                       | Repos Productions            |
| 2017  | Meilleur jeu de stratégie multijoueur       | Great Western                          | Alexander Pfister                                 | Eggertspiele                 |
| 2017  | Meilleur jeu de stratégie pour deux joueurs | Arkham Horror : The card game          | Nate French Matthew Newman                        | Fantasy Flight Games         |
| 2018  | Meilleur jeu de stratégie multijoueur       | Rajas of the Ganges                    | Inka et Markus Brand                              | Huch!                        |
| 2018  | Meilleur jeu de stratégie pour deux joueurs | Codenames Duo                          | Vlaada Chvatil Scot Eaton                         | Czech Games Edition          |